# Львов, Лев Николаевич
Лев Николаевич Львов (1826 — ?) — московский архитектор.

## Биография
В 1850 году окончил МДАУ со званием архитекторского помощника.
В 1874 году перестраивал дом на Сухаревской пл., 10, выполнил проект придела ц. Николы на Мясницкой ул. (не сохр.).
В 1876 году надстроил двумя ярусами колокольню в Кудинове Богородского уезда.
В 1876—1882 годах построил в с. Деулина Дмитровского уезда, с западной стороны от Спасской церкви двухъярусную колокольню, соединенную с ней небольшим притвором. Её декоративное оформление очень скупо: нижний ярус, представляющий собой и вход в храм, разделен надвое узким карнизом. Верхний ярус — собственно ярус звона — представляет собой четыре вытянутых арки (по одной в каждой грани) между рустованными столбами. Венчает колокольню декоративный шатер. Подбор её состоял из шести колоколов. После гибели деревянного храма, Спасская церковь стала почитаться как память о Деулинском мире.
В 1877 году расширил Успенскую церковь в Стромыни Богородского уезда, построил часовню в Подмостье Дмитровского уезда.
В 1878 году надстроил колокольню в Подчеркове Дмитровского уезда.
В 1879 году построил часовню церкви Смоленской Иконы Божией Матери в с. Полубояринове.
В 1881 году состоял смотрителем городских зданий по Тверской, Арбатской, Пречистенской частям.